# Carte Orange
Carte orange is de term die in de volksmond wordt gebruikt voor een abonnement op het openbaar vervoer rond Parijs. Hoewel de kaart inmiddels is opgevolgd door de Passe Navigo is de naam gebleven.
De oorspronkelijke Carte Orange bestond uit twee onderdelen: de oranje stamkaart die ter identificatie werd gebruikt, en een abonnementsbiljet. Dit was beschikbaar in de vorm van een week- of maandabonnement, voor een zelf te kiezen aantal zones. Het abonnement was geldig in de verschillende vervoermiddelen van het STIF.

## Identificatie
De kaart was persoonlijk. Op de stamkaart moest een pasfoto worden geplakt en de naam van de houder moest er op worden geschreven. De stamkaart was voorzien van een nummer dat moest worden overgeschreven op het abonnementsbiljet.

## Reisdocument
Dit abonnementsbiljet moest bij een tourniquet aan de ingang van een station of bij de toegangsdeur van een bus worden ingevoerd in een kaartlezer. Voor de abonnementen werd een regiosysteem gebruikt waarbij regio 1 het centrum van Parijs was en 8 de uiterste rand van Île-de-France. In 2007 werden de zones 6 tot en met 8 samengevoegd tot zone 6. Op 1 juli ]2007 werden de zones 5 en 6 samengesmolten.

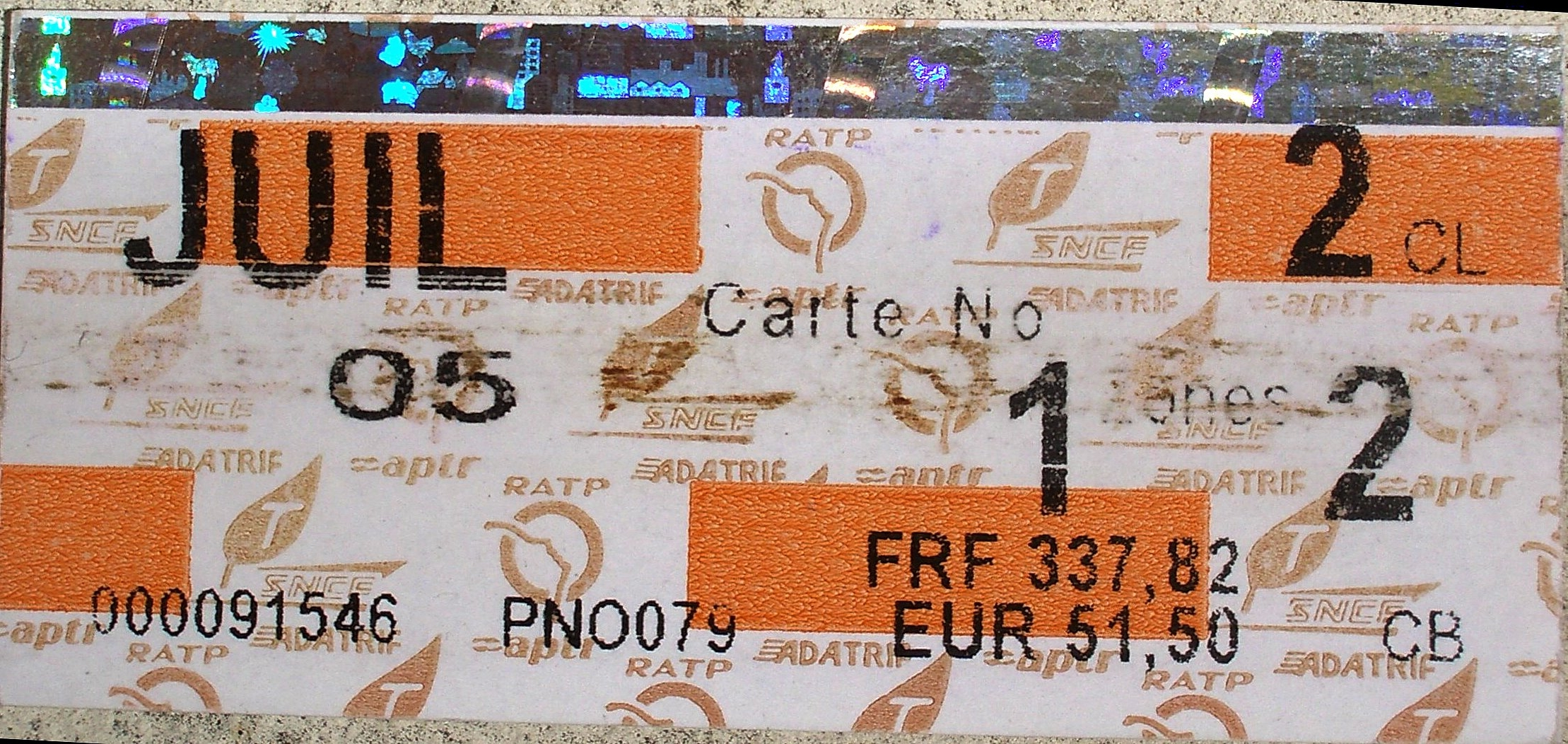
Een biljet van het Carte Orange systeem dat in juli 2005 geldig was voor de zones 1-2

## Geschiedenis
Deze formule is gestart in 1975. Tot dan was reizen op het openbaar vervoer van Parijs niet eenvoudig want bij elke overstap moest een nieuw kaartje worden gekocht. In het begin was de Carte Orange formule alleen beschikbaar voor mensen die konden aantonen dat ze in Parijs werkten, maar deze beperking werd wegens de populariteit van de kaart al snel opgeheven.
Vanaf 2001 werd stapsgewijs de Passe Navigo ingevoerd. Hierin zit een RFID-chip die automatisch door de detectiepoortjes wordt herkend zodat men het biljet niet meer in de kaartlezer hoeft te steken. Nadat beide systemen enige tijd naast elkaar hadden bestaan werd de Carte Orange per 1 februari 2009 opgeheven. De naam wordt echter nog steeds gebruikt om een openbaar vervoer abonnement mee aan te duiden.

## Trivia
Carte Orange is tevens een Frans-methode voor de onderbouw vmbo-t t/m vwo van het voortgezet onderwijs gepubliceerd door Thieme Meulenhoff.